# أليسون وونغ
أليسون وونغ (بالإنجليزية: Alison Wong)‏ (1960)؛ كاتِبة وروائية نيوزيلندية.